# Coelorinchus aratrum
Coelorinchus aratrum är en fiskart som beskrevs av Gilbert, 1905. Coelorinchus aratrum ingår i släktet Coelorinchus och familjen skolästfiskar. IUCN kategoriserar arten globalt som otillräckligt studerad. Inga underarter finns listade i Catalogue of Life.